# Église Saint-Jean-Marie-Vianney de Crépieux-la-Pape
L'église Saint-Jean-Marie-Vianney est située route de Genève sur la commune de Crépieux-la-Pape dans le département du Rhône, en France,,.

## Historique
Cette église a été inaugurée en 1869.